# Маккристал, Стэнли
Стэнли Маккристал (англ. Stanley A. McChrystal; р. 14 августа 1954) — бывший военнослужащий ВС США, генерал СВ США в отставке. В 2003—2008 гг. — начальник управления специальных операций Главного управления СпН МО США/Главком войск СпН США. В 2009—2010 — командующий Международными силами содействия безопасности в Афганистане. Генерал СВ США (с 2009 г.).

## Образование
- бакалавр военных наук военного училища СВ США Вест-Пойнт (1976)
- магистр в области национальной безопасности и стратегических исследований Военной академии ВМС США
- магистр в области международных отношений Университета Сальве Регины, Ньюпорт (Род-Айленд).

## Действительная служба в ВС США

### Курсант военного училища
1972.9. — 1976.8 — курсант военного училища СВ США Вест-Пойнт

### Служба в строевых должностях в СВ США
82-я ВДД

С ноября 1976 по февраль 1978 — командир взвода тяжелого вооружения 3-й парашютно-десантной роты (роты «С») 1 парашютно-десантного батальона 504 парашютно-десантного полка 82 воздушно-десантной дивизии), 2-й лейтенант

с марта 1978 по ноябрь 1978 — командир взвода, зам. командира роты C

с ноября 1978 по апрель 1979 курсант офицерского отделения Школы подготовки личного состава СпН СВ США («Форт-Брэгг»), 1-й лейтенант

7-й полк СпН СВ

с мая 1978 по июнь 1980 — командир 1 рота 1 бна СпН 7 полка СпН СВ

с июня 1980 по февраль 1981 — курсант офицерских курсов усовершенствования Школы подготовки личного состава СВ США («Форт-Беннинг»). 1-й лейтенант, капитан)

с февраля 1981 по март 1982 — офицер военной разведки — офицер обеспечения при группе ООН в ДМЗ (Республика Корея). Капитан

24-я дивизия СВ 

с апреля по ноябрь 1982 — офицер штаба дивизии (нач. отдела БП СпН штаба 24 дивизии СВ США (Форт-Стюарт)

с декабря 1982 по сентябрь 1984 — командир 1 роты СпН 3 отдельного разведывательного батальона 19 пехотного полка 24 дивизии СВ США

с сентября 1984 по сентябрь 1985 — НШ орб 19 пехотного полка 24 дивизии СВ США

75-й парашютно-десантный полк СпН

с октября 1985 по январь 1986 — офицер штаба батальона (3 пдб 75 пдп СпН

с января 1986 по май 1987 — командир 1 роты 3 парашютно-десантного батальона 75 пдп СпН

с июня 1987 по июнь 1989 — НШ 3 пдб 75 пдп СпН

с июля 1989 по июнь 1990 — слушатель военной академии (Военная академия ВМС (г. Ньюпорт (ш. Род-Айленд)). Майор

с июля 1990 по апрель 1993 — сотрудник центрального аппарата ГУ СпН МО США (Управление специальных операций (УСО) ГУ СпН МО США). Майор, подполковник
В качестве сотрудника УСО принимал участие в планировании применения сил СпН в операции «Буря в пустыне» 

с мая 1993 по ноябрь 1994 — командир 2 пдб 504 пдп 82-й ВДД). Подполковник

с декабря 1994 по июнь 1996 — командир 2 пдб 75-го пдп СпН СВ)

с июня 1996 по июль 1997 — на преподавательской работе (приглашенный преподаватель Школы государственного управления им. Джона Ф. Кеннеди Гарвардского университета). Подполковник, полковник

### Служба в командных должностях в СВ США
С июня 1997 по август 1999 — командир полка (75-й пдп СпН СВ). Полковник

С сентября 1999 по июнь 2000 — на научно-исследовательской работе (приглашенный научный сотрудник НПО «Совет по международным отношениям» (Нью-Йорк))

С июля 2000 по июнь 2001 нач. штаба дивизии (82-я ВДД). Полковник, бригадный генерал

Апрель—июнь 2001 — одновременно командующий общевойсковой группировкой СВ США в Кувейте (Combined Joint Task Force-Kuwait))

С июля 2001 по июль 2002 — нач. штаба корпуса (XVIII ВДК). Бригадный генерал

С мая по июль 2002 — начальник штаба общевойсковой армии (180-я (82-я) оперативная группа ВС США (контингент ВС США в Афганистане))(англ. Combined Joint Task Force-180)

### В военном руководстве СпН СВ США
С августа 2002 по сентябрь 2003 — зам. начальника управления (оперативное управление аппарата ОКНШ)

С сентября 2003 по июнь 2008 — начальник управления (УСО ГУ СпН). Бригадный генерал, генерал-лейтенант)

Принимал участие в разработке плана захвата Саддама Хусейна и разработке операции по ликвидации Абу аз-Заркави

С сентября 2008 по июнь 2009 — помощник председателя ОКНШ. Генерал-лейтенант

С июля 2009 по июнь 2010 — командующий общевойсковой армией (82-я оперативная группировка ВС США) и одновременно Международными силами содействия безопасности в Афганистане (ISAF). Генерал СВ

## Отставка
22 июня 2010 года в журнале Rolling Stone вышла статья, в которой Маккристал допустил ряд резких высказываний в адрес посла США в Афганистане Карла Эйкенберри. Также он язвительно отозвался о вице-президенте Д. Байдене и спецпредставителе США в Афганистане и Пакистане Р. Холбруке. Несмотря на то, что Маккристал сразу после этого извинился за свои слова, эта скандальная публикация вызвала гнев президента США Б. Обамы, после чего генерал подал в отставку. 23 июня отставка была принята.
28 июня Маккристал заявил, что намерен уволиться с военной службы. Хотя, согласно американским законам, полный генерал мог выйти в отставку только спустя три года после производства в чин, в Белом доме сделали для С. Маккристала исключение, и он уволился из вооруженных сил 23 июля 2010 года.
Генерал Маккристал послужил прототипом главного героя (генерала Макмэна - Брэд Питт) в фильме "Машина войны" (2017).

## Деятельность после отставки
В августе 2010 года Йельский университет объявил, что он пригласил Маккристала вести семинар для студентов магистратуры по современному лидерству в Институте глобальных исследований имени Джексона.
В ноябре 2010 года стало известно, что Маккристал стал членом правления пассажирской авиакомпании JetBlue Airways.
В начале 2011 года Маккристал основал собственную консалтинговую компанию McChrystal Group. В феврале 2011 года Маккристал вошёл в совет директоров компании Navistar International, крупнейшего производителя грузовых автомобилей для американской армии.
В декабре 2011 года Маккристал был назначен председателем совета директоров компании Siemens Government Technologies, нового подразделения концерна Siemens, созданного для работы с заказами от американского правительства.

## Личная жизнь
Семья Маккристалов имеет ирландско-шотландское происхождение. Его отец, Герберт Маккристал-младший служил в армии США в оккупированной Германии, Корее и Вьетнаме, позже работал в Пентагоне и ушёл из армии в звании генерал-майора. Стэнли был четвёртым ребёнком в семье из пяти мальчиков и девочки: все они так или иначе связали свою жизнь с армией.
Владеет испанским языком.
Женат с апреля 1977 года. Является отцом единственного сына.

## Порядок чинопроизводства
| Знак различия | Чин                     | Дата                 |
| ------------- | ----------------------- | -------------------- |
|               | Генерал                 | 11 июня 2009 года    |
|               | Генерал-лейтенант       | 16 февраля 2006 года |
|               | Генерал-майор           | 1 мая 2004 года      |
|               | Бригадный генерал       | 1 января 2001 года   |
|               | Полковник               | 1 сентября 1996 года |
|               | Подполковник            | 1 сентября 1992 года |
|               | Майор                   | 1 июня 1987 года     |
|               | Капитан                 | 1 августа 1980 года  |
|               | Старший (1-й) лейтенант | 2 июня 1978 года     |
|               | Младший (2-й) лейтенант | 2 июня 1976 года     |

## Награды и знаки отличия
- Медаль Министерства обороны «За выдающуюся службу» с бронзовым дубовым листом
- Медаль «За выдающиеся заслуги» (Армия США)
- Медаль «За отличную службу» с бронзовым дубовым листом
- Орден «Легион Почёта» с двумя бронзовыми дубовыми листьями
- Бронзовая звезда
- Медаль Министерства обороны «За похвальную службу»
- Медаль похвальной службы с тремя бронзовыми дубовыми листьями
- Похвальная медаль армии
- Медаль «За достижения» армии
- Медаль за службу национальной обороне с бронзовой звездой за службу
- Экспедиционная медаль вооруженных сил
- Медаль за службу в Юго-Западной Азии с двумя бронзовыми звездами за службу
- Медаль за кампанию в Афганистане
- Медаль за Иракскую кампанию
- Экспедиционная медаль за войну с глобальным терроризмом
- Медаль за службу в войне с глобальным терроризмом
- Медаль «За службу по защите Кореи»
- Медаль за гуманитарную помощь
- Лента армейской службы
- Лента службы за границей
- Медаль освобождения Кувейта (Саудовская Аравия)
- Медаль освобождения (Кувейт)
- Награда за выдающееся единство части
- Знак отличного стрелка-пехотинца
- Знак парашютиста Великобритании
- Знак мастера-парашютиста
- Идентификационный нагрудный знак офицера Объединённого Комитета Начальников Штабов ВС США
- Нарукавная нашивка рейнджера
- Нарукавная нашивка Сил специальных операций Армии США